# Marginella britoi
Marginella britoi é uma espécie de gastrópode  da família Marginellidae.
É endémica de São Tomé e Príncipe.